# William Quash
William Francis Patterson Quash (Londres, 27 de dezembro de 1868 - 17 de maio de 1938) foi um futebolista e jogador de críquete britânico, campeão olímpico.
Competiu nos Jogos Olímpicos de Verão de 1900 em Paris. Ele ganhou a medalha de ouro como membro do Upton Park Football Club, que representou a Grã-Bretanha nos Jogos.